# エストロゲン
エストロゲン（米: Estrogen, 英: Oestrogen, 独: Estrogene）は、エストロン、エストラジオール、エストリオールの3種類からなり、ステロイドホルモンの一種。一般にエストロジェン、卵胞ホルモンなどと呼ばれるが、主に女性ホルモンと呼ばれる。
エストロゲン（米: Estrogen)の語源は、ギリシャ語の“estrus(発情)”と、接尾語の“-gen(生じる)”から成り立っており、エストロゲンの分泌がピークになると発情すると言われたことに由来する。

## 種類

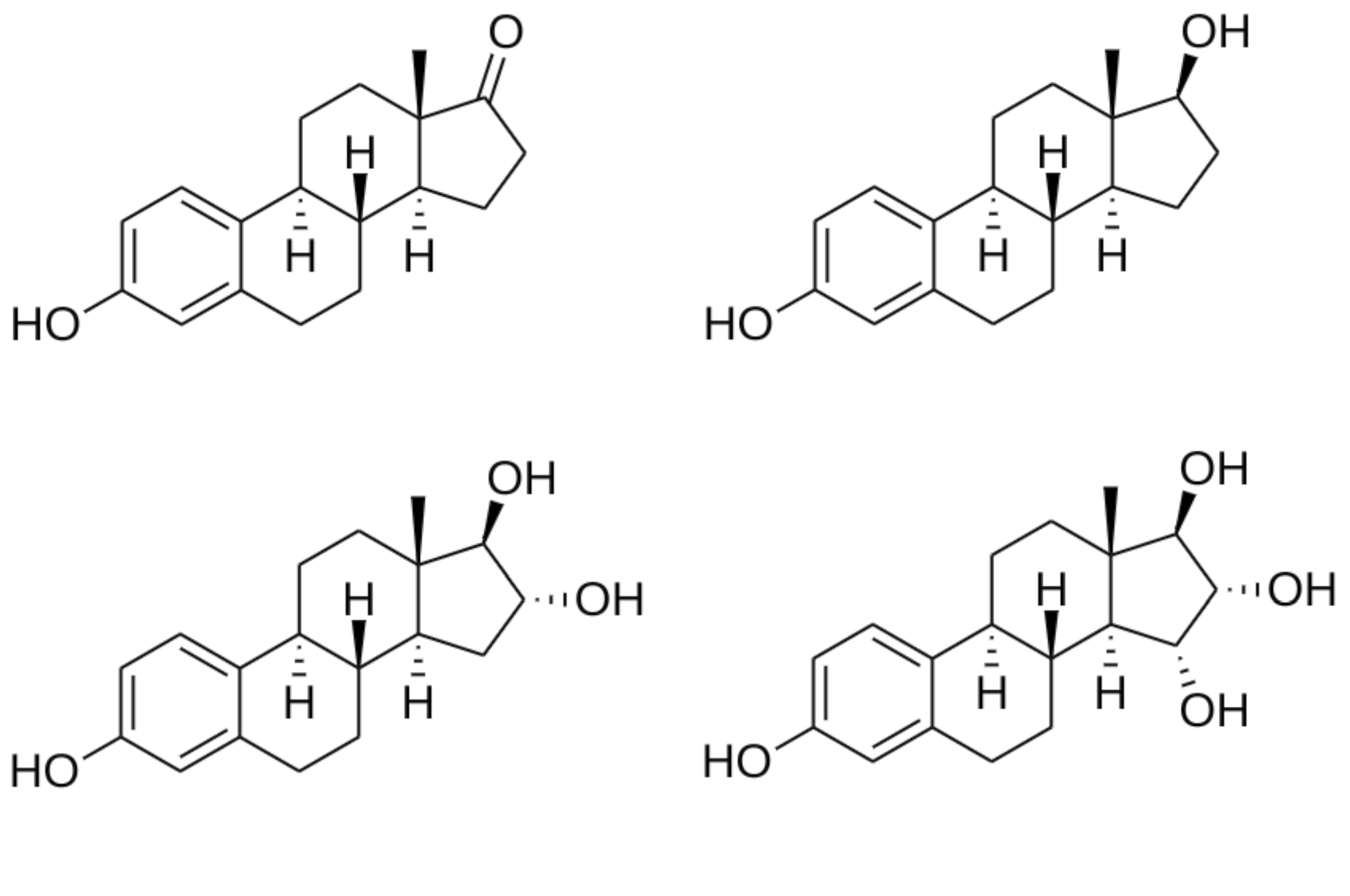
左上：エストロン、右上：エストラジオール、左下：エストリオール、右下：エステトロール

以下の4種類が知られている。
- エストロン (E1)
- エストラジオール (E2)
- エストリオール (E3)
- エステトロール (E4)

これらの四種類の関係は、
アンドロステンジオンが、テストステロンかエストロンになる。
エストロンはエストラジオールになる。
テストステロンはエストラジオールか、アンドロステンジオンになる。
エストラジオールは、エストロンか、エストリオールになる。
エストラジオールとエストリオールは、ヒトの胎児の肝臓でのみエステトロールになる。
テストステロンは男性ホルモン（アンドロゲン）に分類されている。

## 生成
卵巣の顆粒膜細胞、外卵胞膜細胞、胎盤、副腎皮質、精巣で作られる。乳児期早期（1-3ヶ月）の女性は思春期並に分泌量が多く、小卵胞が出没するが、2歳から思春期を迎えるまでは分泌量が減少する。2歳から思春期を迎えるまでの分泌量は女性で0.6pg/ml、男性で0.08pg/mlと女性の方が高くこれが女性の思春期初来が男性より早い原因の一つとなっている。思春期に卵巣が発達し始めると共に分泌がプロゲステロンも増加し始め、第二次性徴を促進させる。更年期以降は分泌が減少する。女性の尿には、大量のエストロゲンが含まれるため、下水処理水も多量のエストロゲンを含むことになり、環境ホルモンの環境への排出が問題になったことがある。

## 男性作用
男性の場合はテストステロン(C19H28O2）を元にエストラジオール（C18H24O2）が作られて分泌される。その量は更年期の女性と同程度とされる。思春期にテストステロンが増えるのにつれエストロゲン濃度も増加し、エストロゲンの方が相対的に多くなると、ホルモンバランスの崩れにより女性化乳房が起こったりすることがある。後にテストステロンが増えてくると女性化乳房は1-2年で消失する。
エストロゲンはコレステロールから合成されるステロイドホルモンの一種で、プロゲステロン、コルチゾール、アルドステロン、テストステロン等と同じカスケード反応系列中にある。

## 分解
肝臓障害によりエストロゲン分解能力が低下すると、慢性的エストロゲン濃度の上昇を引き起こし、男性では乳腺肥大（女性化乳房）、女性では性周期の乱れなどが生じる。経口摂取されたエストロゲンのほとんどは、腸で吸収されて門脈から肝臓に入って分解されてしまう。経口的にエストロゲンを摂取するには、分解されにくいエストロゲン誘導体を摂取する必要がある。

## 植物性卵胞ホルモン様物質
植物の中には、エストロゲンと似ている生理作用を持つ物質（植物エストロゲン）もある。大豆などに含まれるイソフラボンが代表であり、エストロゲン様の活性あるいは阻害する作用の両方が見られる。
2006年に厚生労働省が大豆と大豆イソフラボンに関する考え方を公表したが、大豆や大豆食品ではなく通常の食生活に上乗せして摂取した場合である。食品安全委員会がサプリメントや添加物としてのイソフラボンの過剰な摂取に注意を呼びかけた。食品安全委員会は「現在までに入手可能なヒト試験に基づく知見では、大豆イソフラボンの摂取が女性における乳がん発症の増加に直接関連しているとの報告はない」と報告している。
プエラリア（Pueraria mirifica）の根茎に含まれるミロエステロールやデオキシミロエステロールは、イソフラボンよりも約1000～10000倍と作用が強く、豊胸用などのサプリメントとして販売されているが、それだけに副作用の懸念も指摘されている。

## 生理作用
エストロゲンはステロイドホルモンの一種であり、その受容体（エストロゲン受容体：ER）は細胞内にある。エストロゲン-受容体複合体は核内へ移動し、特定の遺伝子の転写を活性化する。エストロゲンの受容体は全身の細胞に存在し、その働きは多岐にわたっており、その解明にはまだ時間がかかりそうである。一般的に知られているのは、乳腺細胞の増殖促進、卵巣排卵制御、脂質代謝制御、インスリン作用、血液凝固作用、中枢神経（意識）女性化、皮膚薄化、LDLの減少とVLDL・HDLの増加による動脈硬化抑制などである。
また、思春期における身長の伸びはエストロゲンの分泌が促進されることで起こされていると同時にエストロゲンは骨端線を閉鎖させる作用もある。その結果女性の場合、思春期における身長の伸びは男性より早いが、骨端線の閉鎖も男性より早いため結果的に成人男性より平均身長が低くなる。一方男性でエストロゲンが作用しない場合は高身長になりやすい。家畜においては受胎を阻止するために、交配後2-48時間以内にエストロゲンを注射することが効果的であることが知られている。
近年の研究では心臓の保護効果も発見されており、心筋梗塞などの心疾患を防ぐ効果があると考えられている。ただし、ホルモン補充療法は近年の大規模臨床試験において副作用が指摘され、動脈硬化や骨粗鬆症に対しては他の治療法が推奨されている。

## 結合型エストロゲン
結合型エストロゲン（Conjugated estrogens（CEs）、conjugated equine estrogens（CEEs)）は、プレマリンなどの商品名で販売されている、閉経期のホルモン補充療法や他の様々な適応症に使用されているエストロゲン薬剤。ウマで見つかった、エストロン硫酸やエクイリン硫酸などエストロゲン共役ナトリウム塩の混合物である。CEEは、妊娠中の雌馬の尿から製造された天然製剤と、天然素材の完全合成製剤とが、利用可能。単独、またはメドロキシプロゲステロン酢酸エステルなどのプロゲステロンと組み合わせて配合されている。 CEEは通常経口投与されるが、クリームとして皮膚または膣に適用したり、血管または筋肉に注射することによっても投与することができる。
CEEの副作用には、乳房が張る、乳房痛、頭痛、むくみ、吐き気などがある。プロゲステロンのような黄体ホルモンと一緒に服用しない場合、子宮内膜過形成と子宮内膜がんのリスクを高めることがある。 この薬はまた血栓、心疾患、ほとんどの黄体ホルモンと組み合わせた場合は乳がんのリスクを高めることがある。CEEは、エストラジオールなどのエストロゲンの生物学的標的であるエストロゲン受容体に作用する。エストラジオールと比較して、CEEの特定のエストロゲンは代謝に対してより耐性があり、薬は肝臓などの体の特定の部分で比較的高い効果を示す。この結果、CEEではエストラジオールと比較して血栓や心血管障害のリスクが高くなる。
プレマリンは、現在使用されているCEEの主要商品名であり、ファイザー社によって製造され、1941年にカナダで、1942年に米国で初めて販売された。米国では、閉経期のホルモン補充療法で最も一般的に使用されているエストロゲンの形態である。しかし、ヨーロッパで閉経期のホルモン補充療法に最も広く使われている形態のエストロゲンであるbioidentical estradiol（生体内にあるホルモンと化学的に同一な構造のエストラジオール）と比較して、人気を失い始めている。CEEは、世界中で広く入手可能である。CEEに非常に似ているが、原料と組成が異なるエストロゲン製剤に、エステル化エストロゲンがある。 2020年には米国で283番目に多く処方されており、処方例は100万を超えている。